# Pavel Rotmistrov
Pavel Alexeievici Rotmistrov (în rusă Павел Алексеевич Ротмистров) (n. 6 iulie 1901 - d. 6 aprilie 1982) a fost un comandant de blindate rus al Armatei Roșii, din timpul celui de-al Doilea Război Mondial. 
Rotmistrov s-a înrolat în Armata Roșie în 1919 și a participat la luptele din Războiul Civil Rus,participând la suprimarea rebeliunii marinarilor din Kronstadt împotriva guvernului bolșevic.
A participat apoi la Războiul Polono-Sovietic comandând un pluton, apoi o companie de pușcași. În 1928 a început Academia Militară Frunze. În mai 1941 a devenit șef de stat major al Corpului 3 Mecanizat.

## Al Doilea Război Mondial

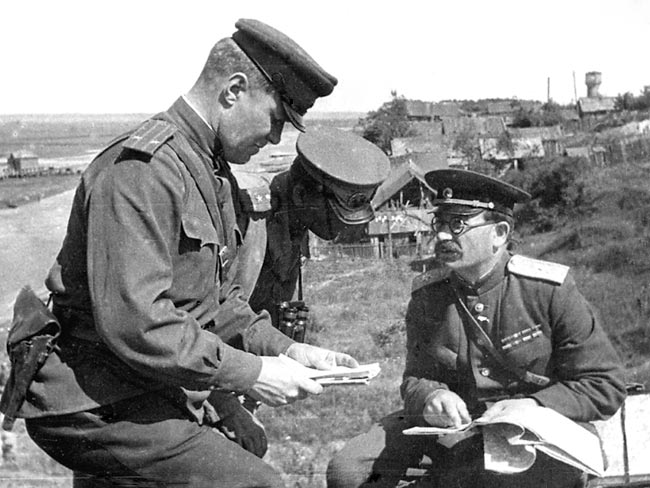
Rotmistrov (dreapta) la Barissav, în 1944.

Rotmistrov a comandat Armata a 5-a Gardă Tancuri în Bătălia de la Prohorovka și în Operațiunea Bagration. După Operațiunea Bagration a fost numit comandant al blindatelor la Statul-Major.
Este postbelcă îndepărtarea sa de la comanda Armatei a 5-a Gardă Tancuri se datorează pierderilor mari în Bătălia de la Białystok–Minsk și nu a mai primit niciodată comanda efectivă unor unități de blindate.
Rotmistrov a fost promovat ca general-colonel în octombrie 1943 și a devenit primul mareșal al trupelor de blindate în 1944.
El a murit la Moscova, la 6 aprilie 1982 și este înmormântat la cimitirul Novodevici.

## Cariera militară
- 21 iulie 1942: general-maior al trupelor de blindate
- 29 decembrie 1942: general-locotenent  al trupelor de blindate
- 20 octombrie 1943: general-colonel al trupelor de blindate
- 8 august 1955: mareșal al trupelor de blindate
- 28 aprilie 1962: mareșal-șef al trupelor de blindate